# Qualitat de vida
La qualitat de vida és un concepte complex i multidimensional que considera els aspectes objectius i subjectius del benestar social. Dins l'economia, és un concepte relacionat amb el nivell de vida, tot i que aquest darrer està més basat en indicadors econòmics. Tanmateix, el concepte pot tenir una definició més ampla, relacionada amb la satisfacció amb la vida diària en oposició amb el benestar financer o material. En aquest sentit, la qualitat de vida és un concepte més subjectiu que no pas objectiu, que contrasta les esperances o expectacions d'una persona amb el seu present.
L'OMS la defineix com la percepció de l'individu de la seva posició en la vida, en el context de la cultura i sistemes de valors on viu i en relació amb els seus objectius, expectatives estàndards i preocupacions.